# Karol (singolo)
Karol è un singolo della cantautrice italiana Annalisa Minetti pubblicato il 18 maggio 2020.

## Descrizione
La data è scelta per commemorare i 100 anni dalla nascita di Papa Giovanni Paolo II (Karol Józef Wojtyła).
Annalisa Minetti ha conosciuto di persona Papa Giovanni Paolo II quando nel dicembre del 2000 ha condotto con Al Bano e Giovanna Milella il Giubileo dei disabili in diretta su Rai 3 dal Vaticano; durante l'evento si è esibita anche come cantante.
Il brano è stato scritto da Dariusz Bednarski, Annalisa Minetti e Ignazio Marcia.
Il 12 giugno 2020 viene pubblicato il video ufficiale. Parte delle immagini del video musicale sono tratte dal cortometraggio 1920 Qui è cominciato tutto, per la regia di Felice Carbone, per concessione della "Casa Museo di Giovanni Paolo II" a Wadowice e "Associazione Giovanni Paolo II" di Bisceglie.
Il singolo contribuisce alle opere benefiche organizzate dall'Associazione Giovanni Paolo II dell'Arcidiocesi di Trani-Barletta-Bisceglie.

## Tracce
1. Karol – 3:29 (Dariusz Bednarski, Annalisa Minetti, Ignazio Marcia)